# Arcona (fastighetsbolag)
Arcona är ett bolag inom fastighetsutveckling. I koncernen ingår bland annat BSK Arkitekter. Bolaget grundades 1985 som Philipson Construction och ingick då i Philipsonskoncernen. Bolaget tog namnet Arcona Fastighetsutveckling 1987. Arcona ingår i Veidekke.

## Historik
År 1937 övertogs J.V. Svensons Motorfabrik av Gunnar Philipson. Under Philipsons Automobil ABs ledning kom anläggningen i Augustendal (idag Nacka Strand) att fungera som sammansättningsfabrik för bland andra DKW, Dodge och senare Mercedes. I samband med att familjeföretaget Philipsons omstrukturerades i mitten av 1980-talet tillkom nya aktieägare med intresse för fastighetsförvaltning. Ett nytt moderbolag, som senare blev Arcona, bildades kring fastighetsintressena, och bilföretaget blev dotterbolag.